# Nati nel 1314
| Questa pagina contiene informazioni ricavate automaticamente dalle voci biografiche con l'ausilio del template Bio e di un bot. L'aggiornamento è periodico e automatico e ricostruisce completamente la pagina. Se manca una persona in questa lista, sei pregato di non aggiungerla, ma accertati piuttosto che la sua voce biografica contenga il template Bio e che i dati anagrafici siano correttamente compilati. Se il template Bio manca, inseriscilo tu stesso o, in alternativa, metti l'avviso {{tmp\|Bio}} che ne segnala la mancanza. Se i dati riportati sono sbagliati, correggi direttamente la voce biografica; le modifiche saranno visibili in questa lista entro pochi giorni. Per chiarimenti vedi il progetto biografie. La lista contiene solo le 11 persone che sono citate nell'enciclopedia e per le quali è stato implementato correttamente il template Bio. Pagina aggiornata al 13 gen 2025. |

- 24 giugno - Filippa di Hainaut, regina († 1369)
- 3 novembre - Nicolás Rosell, cardinale spagnolo († 1362)
- 18 dicembre - Agnese di Lindow-Ruppin, nobildonna tedesca († 1343)
- Giovanni d'Arkel, vescovo cattolico, scrittore e nobile olandese († 1378)
- Bartolo da Sassoferrato, giurista italiano († 1357)
- Costanza di Saluzzo, nobile italiana († 1348)
- Thomas Holland, I conte di Kent, conte inglese († 1360)
- Katherine Mortimer, nobile inglese († 1369)
- Pietro III di Arborea, sovrano († 1347)
- Toqto'a, storico e politico cinese († 1356)
- Valdemaro III di Danimarca, re († 1364)